# Condado de Lowndes (Mississippi)
O Condado de Lowndes é um dos 82 condados do estado norte-americano do Mississippi. A sua sede de condado é Columbus, que é também a sua maior cidade.
O condado tem uma área de 1336 km² (dos quais 36 km² estão cobertos por água, sobretudo o golfo do México), uma população de 61 586 habitantes, e uma densidade populacional de 47 hab/km² (segundo o censo nacional de 2000). O condado foi fundado em 1830 e recebeu o seu nome em homenagem a William Lowndes (1782-1822), membro do Congresso dos Estados Unidos.